# Patrick McNeill
Patrick McNeill (* 17. März 1987 in Strathroy, Ontario) ist ein kanadischer Eishockeyspieler, der zuletzt bis 2020 bei den Augsburger Panthern in der Deutschen Eishockey Liga unter Vertrag stand.

## Karriere
Patrick McNeill gewann 2003/04 mit der kanadischen U17-Auswahl Ontarios die Goldmedaille bei der World Hockey Challenge. Er spielte zu dieser Zeit und bis 2007 in der kanadischen Ausbildungsliga OHL, die Saginaw Spirit hatten ihn an erster Stelle gedraftet.
2005 wurde er im NHL Entry Draft in der 4. Runde an Nummer 118 von den Washington Capitals ausgewählt. Von 2007 an spielte er in der ECHL bei den South Carolina Stingrays, parallel und bis 2013 dann ausschließlich für die Hershey Bears (AHL). Mit diesen gewann er zweimal den Ligatitel (Calder Cup, 2009 und 2010).
Nach weiteren Jahren in der AHL und Verträgen mit den NHL-Clubs Washington, Columbus und Arizona wechselte er im Juni 2015 zum ERC Ingolstadt. Bereits in seiner ersten DEL-Saison wurde er mit 39 Punkten punktbester Verteidiger der Liga. 2018 wechselte er innerhalb der DEL zu den Augsburger Panthern.
McNeill ist kanadischer Eishockey-Nationalspieler. Er nahm unter anderem am Deutschland Cup 2016 teil und war auch für die Ahornblätter im Rahmen der Olympischen Sichtung im Einsatz.

## Erfolge und Auszeichnungen
- 2004 Goldmedaille bei der World U-17 Hockey Challenge
- 2009 Calder-Cup-Gewinn mit den Hershey Bears
- 2010  Calder-Cup-Gewinn mit den Hershey Bears

## Karrierestatistik
(Legende zur Spielerstatistik: Sp oder GP = absolvierte Spiele; T oder G = erzielte Tore; V oder A = erzielte Assists; Pkt oder Pts = erzielte Scorerpunkte; SM oder PIM = erhaltene Strafminuten; +/− = Plus/Minus-Bilanz; PP = erzielte Überzahltore; SH = erzielte Unterzahltore; GW = erzielte Siegtore; 1 Play-downs/Relegation; Kursiv: Statistik nicht vollständig)